# باشگاه فوتبال استقلال جنوب تهران
باشگاه فوتبال استقلال جنوب تهران یک باشگاه ورزشی در تهران بود. این تیم در سال ۱۳۶٨ تأسیس و در سال ۱۳۹۷ امتیاز تیم بزرگسالان آن به باشگاه فوتبال سرخپوشان پاکدشت منتقل شد و این باشگاه در رده‌های سنی پایه تیم‌های فوتبال دارد. همچنین این باشگاه در رشته‌های بسکتبال، والیبال و فوتسال بانوان دارای تیم است.

## پیشینه

### تأسیس
باشگاه استقلال جنوب تهران در سال ۱۳۶٨ توسط طرفداران استقلال تهران تأسیس شد و در سال ۱۳۷۷ به‌طور رسمی به ثبت رسید. علاوه بر فوتبال، باشگاه همچنین شامل بخش‌های مختلف دیگری همچون ورزش، بسکتبال، هندبال، تنیس روی میز، والیبال، تکواندو، وزنه‌برداری و کشتی بود.

### لیگ ۲
بین ۱۳۸۴ و ۱۳۸۸ استقلال جنوب در لیگ ۲، که به عنوان دومین بخش فوتبال ایران شناخته می‌شود، بازی کرد. در سال ۱۳۸۸ استقلال جنوب به لیگ آزادگان صعود کرد. آنها در گروه دوم صدرنشین شدند. با این حال، در ماه اوت ۲۰۱۱ امتیاز باشگاه در لیگ آزادگان توسط استقلال خوزستان خریداری شد.

### لیگ ۳
پس از اینکه استقلال خوزستان امتیاز استقلال جنوب را خرید، این باشگاه در لیگ دسته سوم فوتبال ایران ۹۱–۱۳۹۰ حضور یافت. آنها در آن فصل در رده ۳ گروه ۳ قرار گرفتند.

### واگذاری امتیاز
در تیر ۱۳۹۷ امتیاز تیم فوتبال بزرگسالان این باشگاه توسط سرخپوشان پاکدشت خریداری شد. با مدیریت علیرضا خاتمی به لیگ بالاتر صعود کرد.

## ورزشگاه
استقلال جنوب بازی‌های خانگی خود را در ورزشگاه استقلال جنوب که در خیابان شهید رجایی واقع شده‌است، بازی می‌کرد. این ورزشگاه دارای چمن مصنوعی بود.

## روند فصل به فصل
جدول زیر دستاوردهای استقلال جنوب را در مسابقات مختلف از سال ۱۳۸۶ را نشان می‌دهد.
| فصل     | دسته | لیگ   | رتبه         | جام حذفی  | یادداشت |
| ------- | ---- | ----- | ------------ | --------- | ------- |
| ۸۷–۱۳۸۶ | ۳    | لیگ ۲ | ۶ام گروه الف | مرحله دوم |         |
| ۸۸–۱۳۸۷ | ۳    | لیگ ۲ | ۳ام گروه ب   | مرحله دوم |         |
| ۸۹–۱۳۸۸ | ۳    | لیگ ۲ | ۳ام گروه الف | مرحله اول |         |
| ۹۰–۱۳۸۹ | ۳    | لیگ ۲ | ۱ام گروه ب   | شرکت نکرد | سقوط    |
| ۹۱–۱۳۹۰ | ۴    | لیگ ۳ | ۳ام گروه ۳   | شرکت نکرد |         |
| ۹۲–۱۳۹۱ | ۴    | لیگ ۳ | ۳ام گروه ۴   | شرکت نکرد |         |
| ۹۳–۱۳۹۲ | ۴    | لیگ ۳ | ۴ام گروه ۱   | شرکت نکرد |         |
| ۹۴–۱۳۹۳ | ۴    | لیگ ۳ | ۴ام گروه الف | شرکت نکرد |         |
| ۹۵–۱۳۹۴ | ۴    | لیگ ۳ | ۳ام گروه ب   | شرکت نکرد |         |